# Мортимер, Элизабет
Элизабет Мортимер (англ. Elizabeth Mortimer; 12 февраля 1371, Аск, Монмутшир, Уэльс — 20 апреля 1417) — английская аристократка, дочь Эдмунда Мортимера, 3-го графа Марча, жена сэра Генри Перси Горячей Шпоры и Томаса Камойса, 1-го барона Камойса. Стала персонажем исторических хроник Уильяма Шекспира, в которых фигурирует как «Кейт, леди Перси» («Генрих IV, часть 1») и «вдова Перси» («Генрих IV, часть 2»).
В браке Элизабет и Генри Перси родились:
- Элизабет Перси (приблизительно 1390 — 26 октября 1437), жена Джона Клиффорда, 7-го барона де Клиффорда, и Ральфа Невилла, 2-го графа Уэстморленда[4];
- Генри Перси (3 февраля 1393 — 22 мая 1455), 2-й граф Нортумберленд с 1414 года[2].

Во втором браке Элизабет родила одного сына, Роджера Камойса. Она умерла 20 апреля 1417 года и была похоронена в Троттоне (Сассекс).